# Walk Away: Collector’s Edition (The Best of 1977—1980)
Walk Away: Collector’s Edition (The Best of 1977—1980) — сборник лучших хитов американской певицы Донны Саммер, выпущенный в 1980 году на лейбле Casablanca Records.

## Предыстория и релиз
В 1980 году Донна Саммер после большого конфликта покинула лейбл Casablanca Records и подала против них иск, который позже был урегулирован. Тогда же Донна подписала контракт с лейблом Geffen Records и начала работать над новым альбомом, в абсолютно отличном от ставшего внезапно непопулярным диско.
Стремясь получить как можно большую выгоду после разрыва с таким популярным артистом как «королева диско» Донна Саммер и в попытке саботировать её новые релизы, лейбл выпустил ещё несколько синглов с мультиплатинового альбома 1979 года Bad Girls. Также лейбл подготовил к выпуску новую компиляцию, которая получила название Walk Away (с англ. — «Уходи прочь»), по одноимённой песне. Его релиз пришёлся на 8 сентября 1980 года, всего за несколько дней до релиза нового сингла Саммер «The Wanderer» с нового альбома. На альбом было включено девять треков, почти все из которых побывали в первой пятёрке Billboard Hot 100 и был отмечены различными наградами.
Хотя сама пластинка, как и ранее выпущенные три сингла, не показала блестящих результатов в чартах, достигнув только 50-го места в Billboard 200 и 54-го в Top Black Albums.

## Отзывы критиков
Рон Уинн из AllMusic заявил, что сборник показывает наиболее яркие хиты Саммер после прорывного «Love to Love You Baby», он также отметил, что песни после 1977 года гораздо разнообразней. В итоге он поставил альбому четыре с половиной звезды из пяти. Колин Ларкин в своей «Энциклопедии популярной музыки» поставил альбому оценку в три звезды из пяти.

## Список композиций
| №  | Название       | Автор(ы)                                                | Длительность |
| -- | -------------- | ------------------------------------------------------- | ------------ |
| 1. | «Bad Girls»    | Донна Саммер, Брюс Судано, Эдвард Хокнсон, Джо Эспозито | 3:55         |
| 2. | «Hot Stuff»    | Пит Белотт, Харольд Фальтермайер, Кит Форси             | 3:47         |
| 3. | «On the Radio» | Донна Саммер, Джорджо Мородер                           | 3:59         |
| 4. | «I Feel Love»  | Донна Саммер, Джорджо Мородер, Пит Белотт               | 5:50         |

| №  | Название         | Автор(ы)                                    | Длительность |
| -- | ---------------- | ------------------------------------------- | ------------ |
| 1. | «Walk Away»      | Пит Белотт, Харольд Фальтермайер            | 3:44         |
| 2. | «Last Dance»     | Пол Джабара                                 | 3:17         |
| 3. | «Sunset People»  | Пит Белотт, Харольд Фальтермайер, Кит Форси | 3:55         |
| 4. | «MacArthur Park» | Джимми Уэбб                                 | 3:53         |
| 5. | «Our Love»       | Донна Саммер, Джорджо Мородер               | 4:54         |

## Позиции в хит-парадах
Еженедельные чарты:
| Чарт (1980)              | Высшая позиция |
| ------------------------ | -------------- |
| США (Billboard 200)      | 50             |
| США (Billboard Soul LPs) | 54             |